# Solar Flares Burn for You
Solar Flares Burn for You – album kompilacyjny Roberta Wyatta wydany w 2003 r. i zawierający utwory nagrane w latach 1972, 1973, 1974.

## Historia i charakter albumu
Album ten jest bardzo różnorodnym zestawem utworów Wyatta nagranych w latach 70. XX wieku i w roku 2003. Właściwie żadna z tych kompozycji nie była przygotowywana z myślą o wydaniu. Część z nich można traktować jako szkice przeznaczone do późniejszego rozwinięcia.
Oprócz szkiców na albumie znajdują się także dość eksperymentalne nagrania przygotowane z Hugh Hopperem, muzyka do filmu i inne wersje utworów.
Kompozycje będące szkicami mają charakter minimalistyczny. Dotyczy to zwłaszcza takich piosenek jak "Alifib", "Soup Song" oraz "Sea Song". Porównanie ich z wersjami ostatecznymi, które znalazły się na płytach, wcale nie świadczy na korzyść wersji ostatecznych. Wyróżnia się zwłaszcza ponadośmiominutowa wersja "Sea Song" z fortepianowym akompaniamentem.

## Muzycy
- Robert Wyatt – śpiew i wszystkie instrumenty (z wyjątkiem 5 i 12), kornet i instrumenty klawiszowe (5, 12)
- Hugh Hopper – gitara basowa (5, 2), taśmy (pętle) (5, 12)
- Francis Monkman – syntezator, pianino, elektryczne pianino i śpiew towarzyszący (7-11)
- Alfie Benge i przyjaciele – śpiew (10, 11)

## Lista utworów
| 1.  | Alifib                                | 3:14    |
|     |                                       |         |
| 2.  | Soup Song                             | 3:11    |
|     |                                       |         |
| 3.  | Sea Song                              | 8:09    |
|     |                                       |         |
| 4.  | I'm a Believer                        | 3:43    |
|     |                                       |         |
| 5.  | Blimey O'Riley                        | 4:32    |
|     |                                       |         |
| 6.  | Solar Flares Burn for You             | 7:45    |
|     |                                       |         |
| 7.  | Good Song                             | 5:11    |
|     |                                       |         |
| 8.  | Fol De Rol                            | 1:49    |
|     |                                       |         |
| 9.  | Little Child                          | 3:11    |
|     |                                       |         |
| 10. | We Got an Arts Council Grant          | 1:33    |
|     |                                       |         |
| 11. | Righteous Rhumba                      | 1:17    |
|     |                                       |         |
| 12. | 'Twas Brillig                         | 5:02    |
|     |                                       |         |
| 13. | The Verb                              | 3:27    |
|     |                                       |         |
| 14. | Mulimedia – Solar Flares Burn for You | 8:23    |
|     |                                       |         |
|     |                                       | 1:00:27 |
|     |                                       |         |

## Opis płyty
- Data nagrania – 5 grudnia 1972 (7–11); wiosna 1993 (6); 10 września 1974 (1–4) (emisja nagrań 26 września); zima 2002 i 2003 (5, 12); początek 2003 (13)
- Studia i miejsca nagrań – Langham 1, BBC, Londyn (1–4, 7–11); studio domowe Nicka Masona, Londyn (6); domy Robeta Wyatta i Hugh Hoppera (5, 12); dom Roberta Wyatta (13)
- Producenci – John Walters (1–4, 7–11);
- Inżynier nagrywający – Matt Kemp
- Mastering – Matt Murrman
- Studio – SAE
- Ilustracje, fotografie, opowieści itp – Robert Wyatt
- Kierownictwo artystyczne i projekt – Tom Recchion
- Tekst we wkładce – Aymeric Leroy
- Długość – 52:23
- Firma nagraniowa – Cuneiform
- Data wydania – 16 września 2003
- Numer katalogowy – RUNE 175

Dodatek multimedialny
- Reżyseria, kamera, montaż – Arthur Jones
- Asysta – British Film Institute Production Board
- Muzyka – Robert Wyatt
- Labratoria – Filmatic, Rank
- Opracowanie wizualne – Studio Films Labs
- Obsada

David Gale – mim
Arthur Johns – młody człowiek w mieszkaniu
Norman Johns – stary człowiek
- Wywiad z Wyattem

Alfie Benge – głos
Aymeric Leroy – wywiad
Christopher Dupin – wywiad
Arthur Johns – wywiad